# ألفريدو راموس
ألفريدو راموس (15 فبراير 1906 بالبرتغال - ) هو لاعب كرة قدم برتغالي في مركز الهجوم، شارك في الألعاب الأولمبية الصيفية 1928. وشارك مع منتخب البرتغال لكرة القدم. أما مع النوادي، فقد لعب مع نادي بيلينينسش.

## وصلات خارجية
- ألفريدو راموس على موقع قاعدة بيانات كرة القدم.إي يو (الإنجليزية)
- ألفريدو راموس على موقع عالم كرة القدم.نت (الإنجليزية)
- ألفريدو راموس على موقع أوليمبيديا (الإنجليزية)